# Carl Huß
Christian Friedrich Carl Huß (* 24. August 1800 in Bayreuth; † 16. April 1868 ebenda) war ein deutscher Speditionskaufmann und von 1863 bis 1868 Bürgermeister von Ludwigshafen am Rhein.

## Leben
Huß wurde in Bayreuth als zehntes Kind des späteren bayerischen Oberförsters Johann Julius Wolfgang Huß (1750–1835) und seiner Frau Barbara Johanna, geb. Großmann (1767–1837) geboren. Seine Mutter entstammte einer fränkischen Pfarrersfamilie.
Nach einer kaufmännischen Lehre und verschiedenen Handlungsreisen, die ihn auch ins Ausland führten, trat Huß um 1835 in Mannheim in das Handelshaus von Heinrich Wilhelm Lichtenberger ein und erhielt am 25. November 1837 das Mannheimer Bürgerrecht. Am 31. Dezember 1837 heiratete er in Mannheim Friederike Wilhelmine Susanna Sprecher, eine Tochter des Mannheimer Porträt- und Miniaturmalers, Graveurs und früheren Hofmalers Friedrich Sprecher. Aus der Ehe gingen vier Kinder hervor:
- Caroline Auguste Ferdinande Huß (* 22. Oktober 1838), verheiratet mit dem Mannheimer Kaufmann Johann Karl Ferdinand Koch (* 1832). Ein Sohn aus dieser Ehe war der Kunstmaler Otto Albert Koch (1866–1921)
- Auguste Luise Huß (* 28. November 1839, † 6. Oktober 1899), verheiratet mit dem Speditionskaufmann Theodor Fügen (* 1844)
- Johann Wolfgang Julius Huß (* 15. Mai 1841, † 19. Mai 1891)
- Heinrich Wilhelm Huß (* 25. Januar 1843, † 1. Mai 1844)

1838 verlegte Huß sein Geschäft in die auf der bayerischen Rheinseite gelegene Mannheimer Rheinschanze. Die Mannheimer Wohnung und badische Staatsangehörigkeit gab er 1857 auf. Er wurde (wieder) bayerischer Staatsangehöriger und bei der Erhebung der früheren Rheinschanze zur selbständigen Gemeinde Ludwigshafen Mitglied des Gemeinderats sowie Adjunkt (Beigeordneter). Nach dem Rücktritt von Heinrich Wilhelm Lichtenberger, der zum ersten Bürgermeister der Gemeinde gewählt worden war, folgte ihm Huß 1863 in dieser Funktion nach. Er verstarb bereits fünf Jahre später während eines Erholungsaufenthalts bei Verwandten in Bayreuth und erhielt seine letzte Ruhestätte im dortigen Familiengrab. Das kaufmännische Unternehmen führte sein Schwiegersohn Theodor Fügen unter der Firmenbezeichnung Theodor Fügen vormals Carl Huß fort. Es ging nach dem Ersten Weltkrieg in der heutigen Rhenus SE auf.
Nachfolger als Bürgermeister von Ludwigshafen wurde der Bauunternehmer Joseph Hoffmann.